# Зборовский, Александр Борисович
Александр Борисович Зборовский (29 июня 1929, Днепропетровск, Украинская ССР — 22 октября 2016, Волгоград, Российская Федерация) — советский, российский терапевт, ревматолог, профессор кафедры госпитальной терапии, военно-полевой терапии с курсом клинической ревматологии факультета усовершенствования врачей ВолгГМУ, заслуженный деятель науки РСФСР, академик РАН.

## Биография
Родился на Украине. Во время Великой Отечественной войны семья была эвакуирована на Урал.
В 1951 году окончил лечебный факультет Красноярского медицинского института, затем клиническую ординатуру при кафедре госпитальной терапии Томского медицинского института.
В 1954 году защитил кандидатскую диссертацию на тему «Кортикальная нейродинамика у больных ревматизмом».
С 1955 года и до последних дней жизни работал в Сталинградском (Волгоградском) медицинском институте, впоследствии — университете.
С 1955 года — доцент кафедры госпитальной терапии, с 1959 по 2001 год — заведующий кафедрой.
В 1963 году защитил докторскую диссертацию на тему «Клиника и патогенез гипоталамических нарушений у больных ревматизмом». Профессор (1964).
С 1985 по 2009 год — директор Волгоградского филиала Института ревматологии РАМН (ФГБУЗ НИИ клинической и экспериментальной ревматологии РАМН), затем — заместитель директора по научной работе.
Академик РАМН (1994), академик РАН (2013). Автор более 900 печатных работ, 17 монографий, получил 18 патентов и авторских свидетельств на изобретения. Под его редакцией издано 25 тематических научных сборников, ряд методических разработок по вопросам внутренних болезней, под научным руководством были подготовлены 16 докторов наук и 122 кандидата наук.
Избирался членом Президиума Российской академии медицинских наук, Высшей аттестационной комиссии (ВАК) Российской Федерации, правления Российской медицинской ассоциации, исполкома Российского Пироговского съезда врачей, вице-президентом Российского общества терапевтов, членом президиума Российской ассоциации ревматологов. В течение ряда лет — член Международного комитета ревматологов, вице-президент Европейского комитета ревматологов по публикациям и образованию.

### Научная деятельность
Специализировался на исследованиях в областях кардиологии, гастроэнтерологии, аллергологии, внес значительный вклад в разработку методов ранней диагностики, лечения и профилактики ревматических заболеваний.
К числу заметных достижений ученого следует отнести:
- концепцию гипоталамо-гипофизарно-тиреоидно-надпочечниковых взаимосвязей в патогенезе ревматических заболеваний, разработал комплекс клинико-инструментальных и иммуно-биохимических методов для ранней и дифференциальной диагностики ревматизма, болезней суставов и диффузных заболеваний соединительной ткани,
- новые методы изучения иммунного ответа ревматических больных на антигены клеточной стенки стрептококка, коллагена различных типов, сократительные и регуляторные белки миокарда,
- современные методы диагностики ревматических заболеваний, включающих исследование активности более 30 ферментов и их молекулярных форм — изоферментов,
- разработку иммобилизированных гранулированных антигенных препаратов с магнитными свойствами, способствующих облегчению диагностики и контролю эффективности лечения ревматоидного артрита и системной красной волчанки с помощью иммуносорбентов на магнитной основе,
- клинико-иммуно-биохимические исследования заболеваний внесуставных мягких тканей, на основе которых разработаны оригинальные методы диагностики и новые подходы к патогенетической терапии этих болезней,
- изучение взаимоотношений между прооксидантной и антиоксидантной системами и их роли в возникновении и развитии ревматических болезней, обосновал и внедрил в клиническую практику различные методы антиоксидантной терапии.

### Награды и звания
- Орден «За заслуги перед Отечеством» III степени (15 июля 1999 года) — за заслуги перед государством, большой вклад в развитие здравоохранения и многолетнюю добросовестную работу[2]
- Орден Почёта (11 августа 1995 года) — за заслуги перед государством и успехи, достигнутые в труде, большой вклад в укрепление дружбы и сотрудничества между народами[3]
- Орден Трудового Красного Знамени (7 сентября 1990 года) — за заслуги в развитии медицинской науки и подготовке высококвалифицированных специалистов[4]
- Медаль «В ознаменование 100-летия со дня рождения Владимира Ильича Ленина» (1970 год)
- Заслуженный деятель науки РСФСР
- Почётный гражданин Волгограда (2 сентября 1999 года) — за заслуги в области здравоохранения, получившие международное признание[5]
- Медаль имени С. П. Боткина
- Серебряная медаль имени И. П. Павлова
- Серебряная медаль ВДНХ СССР
- Золотая медаль международной Лиги ревматологов,
- Золотая медаль имени Теодора Бругша — координационного комитета Совета медицинских научных обществ Германии
- Золотая медаль имени академика Н. Д. Стражеско (2001 год)

### Семья
- жена — Тамара Михайловна Тудвасова, врач
- дочь — Ирина Александровна Зборовская, д.м.н., директор НИИ КиЭР РАМН, ранее заведующая, а ныне профессор кафедры госпитальной терапии, военно-полевой терапии с курсом клинической ревматологии ФУВ ВолгГМУ.
  - внучка — Екатерина Станиславовна Симакова, врач, к.м.н.